# Cheilosa
Cheilosa é um género botânico pertencente à família Euphorbiaceae.

## Espécies
- Cheilosa homaliifolia
- Cheilosa malayana
- Cheilosa whiteana

## Nome e referências
Cheilosa Blume